# Ekaterina Andreeva
Ekaterina Mijailovna Andreeva(Taskent, 16 de noviembre de 1941 - Milanówek, 18 de septiembre de 2008), también conocida como Katarzyna Andrejewa-Prószyńska fue una aracnóloga uzbeca. Recogió arañas en el Asia central y posteriormente publicó «Arañas de Tadjikistan». Al menos ocho tazones de arañas y opiliones fueron nombrados en honor suyo.

## Biografía
Andreeva nació el 16 de noviembre de 1941 y pasó una parte de su infancia en Samarcanda. Su abuela, Maria Vikentievna Jasiewicz, era polaca, pero fue exiliada al Asia central a finales de la década de 1880 por su actividad política, y allí se casó con un agrimensor Konstantin Pisarczik y tuvo cuatro hijos, incluida la madre de Andreeva, Antonina Konstantínovna. Antonina se convirtió en estudiante de etnografía en la Universidad de Taskent y, posteriormente, se casó con un profesor de etnografía de la universidad, Mikhaïl Stepanovich Andreev.
En 1960, Andreeva comenzó sus estudios de biología a una universidad local, donde dedicó su tiempo a trabajar sola per investigar las arañas que se encuentran en Tayikistán. No había especialistas en arañas del Asia central durante este período. En 1966, Andreeva completó sus estudios universitarios y obtuvo una beca de doctorado en el Tayikistán, pasando varios meses en el año trabajando en el Departamento de Entomología de la Universidad de Leningrado bajo la supervisión oficial del profesor Victor Tishchenko, que trabajaba con las arañas en el Kazajistán. Fue nombrada representante de la escuela aracnológica de Leningrado.

## Carrera
Desde 1966 hasta 1971, Andreeva recogió arañas intensamente en Asia central por su propio cuenta, particularmente en las regiones montañosas. Su colección única de arañas es una fuente para la realización de revisiones y encuestas taxonómicas en Asia central. En septiembre de 1972 se casó con el aracnólogo polaco Jerzy Prószyński y se trasladó a Polonia. La razón principal por la que se trasladó a Polonia se debe al fracaso a la hora de trabajar en el Instituto Zoológico de Leningrado, considerado el mejor sitio de la URSS para estudiar taxonomía.
En 1974 participó en el Congreso Aracnológico Internacional de Ámsterdam. En 1976, Andreeva publicó «Arañas del Tajikistán», un libro taxonómico sobre las arañas en Asia central que aún se utiliza para investigaciones de arañas de esta zona. Utilizó sus propios fondos para publicarlo y es la primera publicación de la URSS de una monografía original sobre las arañas de Asia central. Su madre la ayudó a editar el libro.
Andreeva murió durante un examen médico mientras se preparaba para una cirugía mayor el 18 de septiembre de 2008.

## Publicaciones
- Andreeva, E.M. 1968. Materialy po faune paukov Tadzikistana. III. Mygalomorphae. Doklady Akademii Nauk Tadzhikistan SSR 11: 68–71 (en rus).
- Andreeva E.M. & Tyschchenko V.P. 1968. Materials on the fauna of spiders (Aranei) of Tadjikistan. II. Zodariidae. Zoologicheskiĭ Zhurnal 47: 684–689 (en rus).
- Andreeva, E.M. & Tyshchenko, V.P. 1969. On the fauna of spiders (Araneae) from Tadjikistan. Haplogynae, Cribellatae, Ecribellatae Trionychae (Pholcidae, Palpimanidae, Hersiliidae, Oxyopidae). Entomologicheskoe Obozrenie 48: 373–384. (en rus).
- Andreeva, E.M. 1975 Distribution and ecology of spiders (Aranei) in Tadjikistan. Fragmenta Faunistica, Warsaw 20: 323–352.
- Andreeva, E.M. 1976 Pauki Tajikistana. Dushanbe, 196pp.
- Andreeva, E.M., Hęciak, S. & Prószyński, J. 1984. Remarks on Icius and Pseudicius (Araneae, Salticidae) mainly from central Asia. Annales Zoologici 37: 349–375.

## Taxones descritos
El Catálogo mundial de arañas lista los siguientes nombres de los que Andreeva es autora o coautora:
- Alioranus avanturus Andreeva & Tystshenko, 1970
- Anemesia karatauvi Andreeva, 1968
- Attulus ansobicus Andreeva, 1976
- Benoitia tadzhika Andreeva, 1976
- Bogdocosa kronebergi Andreeva, 1976
- Chalcoscirtus ansobicus Andreeva, 1976
- Cyrba tadzika Andreeva, 1969
- Devade hispida Andreeva & Tystshenko, 1969
- Dolomedes tadzhikistanicus Andreeva, 1976
- Erigone charitonowi Andreeva & Tystshenko, 1970
- Evippa beschkentica Andreeva, 1976
- Lathys spasskyi Andreeva & Tystshenko, 1969
- Mogrus antoninus Andreeva, 1976
- Mogrus faizabadicus Andreeva, Kononenko & Prószyński, 1981
- Nepalicius nepalicus (Andreeva, Hęciak & Prószyński, 1984)
- Oecobius tadzhikus Andreeva & Tystshenko, 1969
- Oxyopes takobius Andreeva & Tystshenko, 1969
- Pellenes kulabicus Andreeva, 1976
- Pellenes tocharistanus Andreeva, 1976
- Plexippus dushanbinus Andreeva, 1969
- Pseudomogrus bactrianus (Andreeva, 1976)
- Rudakius afghanicus Andreeva, Hęciak & Prószyński, 1984
- Rudakius spasskyi Andreeva, Hęciak & Prószyński, 1984
- Styloctetor asiaticus Andreeva & Tystshenko, 1970
- Synageles charitonovi Andreeva, 1976
- Synageles ramitus Andreeva, 1976
- Ummidia gandjinoi Andreeva, 1968
- Zaitunia beshkentica Andreeva & Tystshenko, 1969
- Zaitunia martynovae Andreeva & Tystshenko, 1969
- Zodariellum surprisum Andreeva & Tystshenko, 1968
- Zodarion continentale Andreeva & Tystshenko, 1968
- Zodarion martynovae Andreeva & Tystshenko, 1968
- Zodarion tadzhikum Andreeva & Tystshenko, 1968

## Taxones nombrados en su honor
- Aelurillus andreevae Nenilin, 1984
- Aelurillus catherinae Prószyński, 2000
- Anemesia andreevae Zonstein, 2018
- Chalcoscirtus catherinae Prószyński, 2000
- Euophrys catherinae Prószyński, 2000
- Homolophus andreevae Staręga & Snegovaya, 2008
- Parasyrisca andreevae Ovtsharenko, Platnick & Marusik, 1995
- Phlegra andreevae Logunov 1996